# Slogans
Slogans (originaltitel: Parullat) är en albansk film från 2001, regisserad av Gjergj Xhuvani.
Filmen utspelar sig i Albanien under 1970-talet då Enver Hoxhas diktatur styrde landet. En ung lärare som heter André kommer till en lite avlägsen by för att undervisa i en skola. Det visar sig att skolans rektor har en oinskränkt makt där. Politiska slagord och politisk propaganda anses av rektorn som viktigare än undervisningen. André blir förvånad över att den enda punkten på dagordningen på det första lärarkollegiet att skapa ett politiskt slagord för varje klass. Snart inser också André att ett kort slagord är att föredra. De politiska slagorden, eller så kallade slogans ska nämligen sättas upp på ett berg i form av stenar som bildar bokstäver och ord. Att sätta upp detta är fysiskt krävande och ju längre mening det är i de politiska slagorden desto mer arbete blir det. Snart visar det sig också att rektorn ger de korta slagorden till de han sympatiserar med medan de andra får de längre.
Filmen visar det politiska systemet som då rådde i Albanien där politisk propaganda var viktigare än allt annat.
1. ↑  läs online, Internet Movie Database , läst: 11 april 2016.[källa från Wikidata]
2. 1 2 3 4 5 6 7 8 9  läs online, www.europeanfilmawards.eu , läst: 7 november 2020.[källa från Wikidata]
3. 1 2 3  Freebase Data Dumps, Google.[källa från Wikidata]
4. 1 2 3 4  läs online, www.europeanfilmacademy.org , läst: 22 mars 2020.[källa från Wikidata]
5. ↑  läs online, www.europeanfilmawards.eu , läst: 7 november 2020.[källa från Wikidata]